# Amaranthus thellungianus
Amaranthus thellungianus là loài thực vật có hoa thuộc họ Dền. Loài này được Nevski mô tả khoa học đầu tiên năm.